# Mary Scheer
Mary Scheer (ur. 19 marca 1963 w Detroit) – amerykańska aktorka komediowa i głosowa.
Występowała w roli Marissy Benson z serialu iCarly.

## Filmografia
Filmy
- 2008: iCarly leci do Japonii – Marissa Benson
- 2005: It Can Always Get Worse – Kathy
- 2001: Elvira’s Haunted Hills – Ema Hellsubus
- 2001: The New Women – Nancy
- 2001: Ofiara losu – Agent #2
- 1995: Ding Dong – Doris Pritt
- 1995: Not of This Earth – kobieta handlowiec
- 1994: It’s Pat – pielęgniarka
- 1991: The Chick's a Dick – Snapdragon
- 1989: L.A. on $5 a Day – Bezdomna kobieta
- 1988: Nowe przygody Pippi Langstrumpf – American Dubbing Team

Telewizja
- 2015: Obóz Kikiwaka – Gladys
- 2009: Hannah Montana – Norma, gościnnie
- 2009: Pingwiny z Madagaskaru – Alice
- 2007–2012: iCarly – Marissa Benson
- 2007: Nie ma to jak hotel – Pani Laura Bird
- 2006: Free Ride – Louise
- 2003: Reno 911! – Tina
- 2001: Primetime Glick – różne głosy
- 2001: X-Chromosome
- 2000: Dropping Out – Betty Brockton
- 1995: Sawbones – Reporter TV #1

Dubbing
- 2003: MXC (Most Extreme Elimination Challenge) – kobiecy głos
- 2000: Batman: Powrót Jokera – Pani Drake
- 2000: Arnold (film) – Suzie Kokoshka
- 1999: Głowa rodziny – Ann Landers / Mary / Matka
- 1997: Bobby kontra wapniaki – Gracie
- 1997: Lands of Lore: Guardians of Destiny – różne głosy